# یولیان سمیونوف
یولیان سمیونوف (به روسی :Юлиа́н Семёнович Семёнов) (تولد ۸ اکتبر ۱۹۳۱ - مرگ ۱۵ سپتامبر ۱۹۹۳) با نام هنری لیاندرِس، نویسنده روس‌تبار اهل شوروی و نویسنده داستان‌های پلیسی و جاسوسی است. رمان «لحظات هفده‌گانه بهاری» او به فارسی ترجمه شده و مجموعه تلویزیونی آن با عنوان «جنگ سرد» از صدا و سیما ملی ایران پخش شده‌است.
وی زاده خانواده یهودی‌تبار است، اما مادر او روس تبار است.

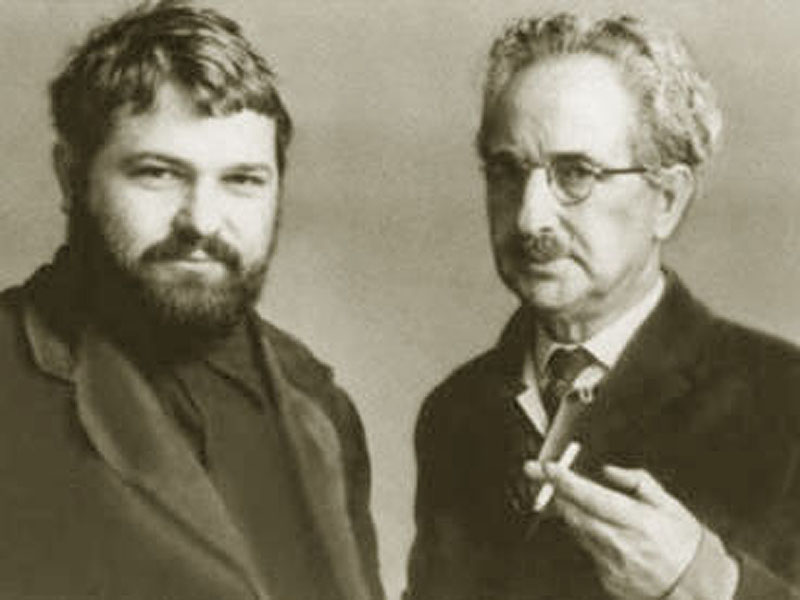
یولیان سمیونوف (سمت چپ) و پدرش سمیون الکساندرویچ لیاندرس (تاریخ نامشخص)

## کارها
لحظات هفده‌گانه بهاری (ترجمه صدری)